# Polo Barnes
Paul D. „Polo“ Barnes (* 22. November 1901 in New Orleans; † 3. April 1981 ebenda) war ein US-amerikanischer Jazz-Klarinettist und Saxophonist des New Orleans Jazz.

## Leben und Wirken
Barnes besuchte das St. Paul Lutheran College. Mit 18 Jahren begann er, Altsaxophon zu spielen und gründete mit Lawrence Marrero die Original Diamond Band, aus der später die Young Tuxedo Band wurde. 1922 spielte er bei Kid Rena und 1923 mit dem Maple Leaf Orchestra und der Original Tuxedo Band von Papa Celestin. 1927 verließ er New Orleans und spielte mit King Oliver in St. Louis. Danach zog er weiter nach New York City, spielte bei Chick Webb und Edgar Dowell. 1928/29 tourte er mit Jelly Roll Morton (häufig Sopransaxophon). In den 1930er Jahren leitete er eine eigene Band in New Orleans (1932/33) und spielte wieder mit King Oliver (1931, 1934/35), bei Chester Zardis (1935) und anderen Bands in New Orleans sowie Kid Howard (1937 bis 1939 und 1941). In den 1940er Jahren spielte er 1942 bis 1945 in einer Navy-Band in Algiers und 1946 bis 1951 mit Papa Celestin.
Ab 1952 war er in Kalifornien, wo er die meiste Zeit nicht als Musiker aktiv war, kehrte aber 1958 nach New Orleans zurück in der All Star Band von Alton Purnell und mit Paul Barbarin (1959). 1962 bis 1964 war er wieder in Kalifornien und spielte auf einem Raddampfer in Disneyland bei den Young Men from New Orleans. Danach war er wieder in New Orleans, wo er in der Preservation Hall und Dixieland Hall spielte. 1973/74 tourte er in Europa mit anderen New Orleans Veteranen. 1977 beendete er aus Gesundheitsgründen seine Karriere.
Er ist auf eigenen Platten zu hören, aber auch als Sideman von Celestin, Morton, Peter Bocage und Kid Sheik. Auch komponierte er, unter anderem My Josephine, das in den 1920er Jahren von Papa Celestin aufgenommen wurde.
Sein Bruder Emile Barnes (1892–1970) war auch Jazz-Klarinettist. Er ist nicht mit dem Klarinettisten Walter Barnes verwandt.

## Lexikalische Einträge
- Carlo Bohländer, Karl Heinz Holler, Christian Pfarr: Reclams Jazzführer. 5., durchgesehene und ergänzte Auflage. Reclam, Stuttgart 2000, ISBN 3-15-010464-5.
- Leonard Feather, Ira Gitler: The Biographical Encyclopedia of Jazz. Oxford University Press, New York 1999, ISBN 0-19-532000-X.